# Barnabás Beáta
Barnabás Beáta Mária (Budapest, 1948. március 29. –) Széchenyi-díjas magyar biológus, biotechnológus, a Magyar Tudományos Akadémia rendes tagja. Kutatási területe a növényi szaporodásbiológia, a pollenbiológia, sejt- és szövettenyésztés és a biotechnológia. 1992 és 2014 között az MTA Mezőgazdasági Kutatóintézet tudományos igazgatóhelyettese, 2014–2020 között az MTA főtitkár-helyettese.

## Életpályája
1967-ben kezdte meg egyetemi tanulmányait a Eötvös Loránd Tudományegyetem Természettudományi Kar biológia-kémia szakán, ahol 1972-ben szerzett középiskolai tanári diplomát. Ezt követően a martonvásári MTA Mezőgazdasági Kutatóintézet kutatója lett, a kutatóintézeti ranglétrát végigjárva 1982-ben a sejt- és szaporodásbiológiai csoport vezetőjévé nevezték ki. Közben 1976-ban megvédte egyetemi doktori disszertációját. A csoportot 1989-ig vezette, amikor a csoport sejtbiológiai osztállyá alakult át, amelynek vezetésével megbízták. Emellett 1992-ben átvette a kutatóintézet biológiai szekcióját, valamint tudományos igazgatóhelyettesévé is kinevezték. A sejtbiológiai osztály vezetését 1996-ban adta át utódjának. Kutatóintézeti munkája mellett oktatni is kezdett egykori egyeteme növényszervezettani tanszékén. Kezdetben 1979-től kísérleti növénytani, később biotechnológiai kurzusokat tartott. 1988-ban címzetes egyetemi docensévé, 1992-ben címzetes egyetemi tanárává avatta az ELTE. 1996-ban habilitált, két évvel később egyetemi magántanárrá nevezték ki. 1998 és 2001 között Széchenyi professzori ösztöndíjjal kutatott. Magyarországi tevékenysége mellett az 1980-as években külföldön volt vendégkutató: Floridai Egyetem (1984), Wageningeni Egyetem, Hollandia (1986).
1983-ban védte meg a mezőgazdasági tudományok kandidátusi, 1989-ben akadémiai doktori értekezését. Az MTA Diverzitásbiológiai Tudományos Bizottságának, a Mezőgazdasági Biotechnológiai Tudományos Bizottságának és a Növénynemesítési Tudományos Bizottságának lett tagja. A Veszprémi Akadémiai Bizottság alelnöki tisztségével bízták meg. 2007-ben a Magyar Tudományos Akadémia levelező, 2013-ban rendes tagjává választotta. 2014-ben az MTA főtitkár-helyettese lett. Akadémiai tevékenysége mellett a Magyar Agrártudományi Egyesület, a Magyar Biológiai Társaság, a Professzorok Batthyány Köre, az Európai Növénybiológiai Egyesületek Szövetség aktív tagjává vált. A Bolyai-díj Alapítvány kuratóriumába is bekerült. Tizenöt könyvfejezet és több mint háromszáz tudományos publikáció szerzője vagy társszerzője.

## Díjai, elismerései
- Akadémiai Ifjúsági Díj (1975)
- Ipolyi Arnold-díj (1999)
- FAO ezüstérem (2009)
- Széchenyi-díj (2012)
- A Magyar Érdemrend középkeresztje (2023)

## Főbb publikációi
- Storage of maize (Zea mays L.) pollen at –196 °C in liquid nitrogen (Rajki Ernával, 1976)
- Changes in the shape, volume, weight and tissue structure of the pistil in the flowers of male sterile wheats during flowering (társszerző, 1980)
- A pollentartósítás lehetőségei a Gramineae család egyes fajainál (1982)
- Effect of water loss on germination ability of maize (Zea mays L.) pollen (1985)
- Ultrastructural studies on pollen embryogenesis in maize (Zea mays L.) (társszerző, 1987)
- Pollen-biotechnológiai kutatások a növénynemesítés szolgálatában (1988)
- Substitution analysis of callus induction and plant regeneration from anther culture in wheat (Triticum aestivum L.) (társszerző, 1988)
- Evidence for cytoplasmic control of in vitro microspore embryogenesis in the anther culture of wheat (Triticum aestivum L.) (társszerző, 1989)
- Direct effect of cholchicine on the microspore embryogenesis to produce dihaploid plants in wheat (Triticum aestivum L.) (társszerző, 1991)
- Electro-fused isolated wheat (Triticum aestivum L.) gametes develop into multicellular structures (társszerző, 1995)
- Colchicine, an efficient genome doubling agent for maize (Zea mays L.) microspores cultured in anthero (társszerző, 1999)
- In vitro androgenesis of wheat: from fundamentals to practical application (társszerző, 2001)
- Aluminium toxicity, Al tolerance and oxidative stress in an Al-sensitive wheat genotype and in AL-tolerant lines developed by in vitro microspore selection (társszerző, 2004)
- The effect of drought and heat stress on reproductive processes in cereals (társszerző, 2008)
- Barnabás Beáta virágzásbiológus; szerk. Herzka Ferenc; Medicina, Bp., 2009 (Nők a tudományban)